# Psycho
Psycho je americký hororový snímek, natočený roku 1960 Alfredem Hitchcockem podle románu Roberta Blocha. Všeobecně bývá konstatováno (kupř. Truman Capote v knize rozhovorů), že literární předloha je slabší než film. Ani z hlediska detektivky kniha vzhledem k pointě neobstojí, protože autor užívá zavádějící věty, které znemožňují uhádnout řešení.
Hitchcock se v případě tohoto filmu odchýlil od běžné praxe a natočil ho s nižšími náklady a štábem ve stylu svého televizního seriálu (jím ovšem režírovaného jen v případě asi deseti epizod), který byl na vrcholu popularity. Výsledkem byl i výrazný finanční úspěch.

## Děj
Mladá žena Marion odcizí zaměstnavateli větší částku peněz a uprchne s nimi z města. Na útěku se na noc zastaví v motelu. Majitel motelu se jí svěří, že žije v domě nad motelem se starou matkou. Při sprchování je později Marion zavražděna nožem. O chvíli později se na místě objevuje majitel motelu a nepřímo obviňuje z vraždy matku. Nicméně koupelnu, v níž k vraždě došlo, uklidí a tělo Marion včetně jejího auta zaveze do bažiny. Zmizelou Marion ale velmi brzo začne hledat její sestra Lila, milenec Marion Sam a soukromý detektiv najatý podnikatelem, od kterého peníze ukradla. Ten najde stopu Marion až do motelu a začíná tam pátrat. Při tom je ale také zavražděn. Současně se Lila a Sam dozvídají, že matka majitele motelu je již mnoho let mrtvá. Vypraví se proto do domu u motelu. Tam je Lila napadena postavou v ženských šatech, při potyčce však vyjde najevo, že je to majitel motelu převlečený za mrtvou matku. V závěrečné scéně je vysvětleno, že majitel motelu svou matku zabil a propadl duševní chorobě, kdy se za ni vydával.

## Zajímavosti
Asi nejznámější scénou je zavraždění Marion ve sprše. Sám Alfred Hitchcock o natáčení této scény (v knize Rozhovory Hitchcock Truffaut, Československý filmový ústav 1987, překlad Lubomír Oliva) říká:
„Natáčení této scény trvalo sedm dní a pětačtyřicet sekund filmu obsahuje sedmdesát různých postavení kamery. Pro tuto scénu mně vyrobili skvělou figurínu, z níž měla pod ranami nože prýštit krev, ale nepoužil jsem ji. Raději jsem natáčel s dívkou, nahou dvojnicí, která zastupovala Janet Leighovou. Z Janet vidíme jen ruce, ramena a hlavu. Všechno ostatní byla dvojnice. Nůž se přirozeně ani jednou nedotkl těla, všechno se dělalo montáží. (…) V té scéně je nejvíc násilí z celého filmu. Jak se děj rozvíjí, je násilí stále méně, protože vzpomínka na tu první vraždu stačí vyvolat úzkost v okamžicích napětí, které následují.“

## Další fakta
Film se dočkal tří pokračování, z nichž třetí režíroval sám představitel hlavní role Anthony Perkins (mimochodem, v knize je tento hrdina tlustý). Čtvrté z nich je prequel, kde sice Perkins opět hraje, jeho Normana Batese v mládí a při utváření úchylky však představuje jiný herec (Perkins zemřel během příprav pátého dílu).
Zajímavost: Série tudíž momentálně (2010) má podobnou strukturu jako čtyři filmy o Hannibalu Lecterovi, z nichž poslední se rovněž stal prequelem.
Zatímco k filmům s Hannibalem však existují jako předlohy Harrisovy romány, Bloch napsal romány pouze tři a otázkou je, nakolik se jich drží druhý a třetí díl filmového Psycha.
Obě série spojuje i tatáž postava reálného vraha Eda Gaina, avšak pozor: Zatímco u Blocha byl předlohou Normana Batese, u Harrise je pouze vzorem pro vraha, po kterém pátrá Hannibal v románu a filmu Mlčení jehňátek.